# موسیقی‌شناسی
موسیقی‌شناسی یا موزیکولوژی (به انگلیسی: Musicology، به فرانسوی: Musicologie) شاخه‌ای از دانش موسیقی است که در آن به مطالعهٔ منطقی، استدلالی، و علمی مباحث موسیقی پرداخته می‌شود.
کلمهٔ «موزیکولوژی» از دو واژهٔ یونانیِ μουσική‏ (Mousikē)، به‌معنای «موسیقی»، و λογία‏ (Logia)، به‌معنای «شناخت و مطالعه بر رویِ» تشکیل شده‌است. کسی که به مطالعهٔ این علم می‌پردازد، موسیقی‌شناس یا موزیکولوژیست نامیده می‌شود.
در علم موسیقی‌شناسی همهٔ مطالعات و تحقیقات از طریق روش‌های نظام‌مند (سیستماتیک) به‌صورت مشاهدات علمی و آزمایشگاهی صورت می‌گیرد و از نتایج آن، مجموعه‌ای از واقعیت‌های علمی استخراج می‌شود.

## دامنهٔ موضوعی
بر اساس تعریف یادشده در بالا، دامنهٔ موضوع‌هایی که در این علم بررسی می‌شود، بسیار گسترده است؛ از بررسی موسیقی ملل گرفته تا نظریه‌ها (تئوری‌های) پیچیدهٔ موسیقی و موضوع‌ها و مسائل مربوط به سازها.
در تعریفی دیگر، ریشه‌های موسیقی‌شناسی عبارت است از: تاریخ، مطالعات فرهنگی، فلسفه، مطالعات جنسیتی، زیبایی‌شناسی، نشانه‌شناسی، نژادشناسی، و صوت‌شناسی.

## زمینه‌های موسیقی‌شناسی
اولین و مهم‌ترین بحثی که در این علم مطرح می‌شود، یافتن پاسخ این سؤال است که: موسیقی چیست؟
به‌طور کلی، می‌توان در سه زمینه به این سؤال پاسخ داد:

### ۱- زمینهٔ تاریخی
در تاریخ موسیقی کدام ساختار از ترکیبِ صداها موسیقی نامیده می‌شود؟

چرا و چگونه ایده‌ها، نحوهٔ تولید، و نوازندگی موسیقی در فرهنگ‌های مختلف، متفاوت شده‌است؟

چه قالب‌هایی از موسیقی به عنوان قالب‌ها و ریشه‌های اصلی شناخته شده‌اند و چرا؟

به چه دلیل برخی از آهنگ‌ها و ملودی‌ها در ذهن و روح مردم جاودانه می‌مانند؟

### ۲- زمینهٔ تئوری
در تولید موسیقی چه عواملی درگیر هستند؟

چه ارتباطی میان عوامل تولیدکنندهٔ موسیقی وجود دارد که به آن چنین کیفیتی می‌دهد؟

چگونه می‌توان موسیقی را تحلیلِ منطقی کرد؟

مدل‌ها و نظام‌ها (سیستم‌هایی) که باعث می‌شوند دوره‌ها یا فرهنگ‌های مختلف در تاریخ موسیقی شکل بگیرند کدام است؟

### ۳- زمینهٔ فرهنگی ـ تربیتی
موسیقی با دنیای انسانی چه ارتباطی دارد و چگونه آن را تحت تأثیر قرار می‌دهد؟

چرا انسان باید در زندگی خود از موسیقی استفاده کند؟

چرا انسان به یادگیری موسیقی علاقه نشان می‌دهد؟
به بخشِ «زمینهٔ فرهنگی ـ تربیتی» از تحقیقاتِ موسیقی‌شناختی، انسان‌شناسیِ موسیقی (به انگلیسی: music anthropology) نیز می‌گویند.

## حرفهٔ موسیقی‌شناس
اگر به نمونه سؤال‌هایی که در بالا مطرح شد دقت کنیم، می‌بینیم که با وجود سادگی، ارائهٔ پاسخ منطقی و استدلالی به آن‌ها کاری بسیار دشوار است؛ به شکلی که عموماً یک موسیقی‌شناسِ معتبر، از لحاظ تحصیلات علمی، باید حداقل دارای مدرک دکتری باشد و سال‌ها تجربهٔ مطالعه و تحقیق در این زمینه‌ها را داشته باشد.
فعالیت یک موسیقی‌شناس بیشتر در مراکز دانشگاهی و مدارس موسیقی به عنوان استاد است. همچنین، آموزش و پژوهش در زمینه‌های مختلف، مانند تدریس تاریخ موسیقی، استاد راهنما برای پژوهش‌های موسیقی، و انتشار مقاله‌های علمیِ موسیقی از دیگر فعالیت‌های یک موسیقی‌شناس است.
بعضی از موسیقی‌شناسان در زمینهٔ خواندن، ترجمه، و حتی اجرای نوشته‌های بسیار قدیمیِ موسیقی متخصص هستند؛ برخی در زمینهٔ موسیقی مشرق‌زمین به درجهٔ تخصص می‌رسند؛ برخی در زمینه‌های فلسفهٔ موسیقی به درجه‌های بالای تخصص نایل می‌شوند؛ و خلاصه هریک از آنان ممکن است در یکی از بی‌نهایت زمینهٔ موجودِ تحقیقی در موسیقی، مهارت و تخصص کسب کنند.
البته ذکر این مورد ضروری است که همهٔ موسیقی‌شناسان در دانشگاه‌ها مشغول فعالیت نیستند؛ بسیاری از معروف‌ترین و حرفه‌ای‌ترینِ آن‌ها، به‌عنوان نویسنده، با معتبرترین نشریات موسیقی همکاری می‌کنند و به انتشار مقاله‌ها و نقدهای علمی در آن‌ها می‌پردازند.
همکاری با موزه‌های تاریخی و فعالیت‌های باستان‌شناختی نیز از دیگر کارهایی است که یک موسیقی‌شناس می‌تواند به آن‌ها بپردازد.

## چه نیازی به موسیقی‌شناسی هست؟
برای بسیاری از علاقه‌مندان به موسیقی عموماً این سؤال مطرح می‌شود که با وجود مشکلات و نیازهای علمی در جهان، چه نیازی به این است که یک نفر وقت خود را صرف تحصیل در این رشته کند؟
پاسخ بسیار ساده است؛ همان‌طور که نیاز به تحقیقات تخصصی در زمینهٔ علوم پزشکی وجود دارد، در زمینهٔ موسیقی نیز به چنین تحقیقات تخصصی و علمی نیاز است؛ چراکه در طول دوران زندگی بشر بر روی کرهٔ زمین، بلکه از زمان پیدایش بشر تا به امروز، همواره موسیقی به‌عنوان ابزاری برای رسیدن به آرامش، شادی، و سلامت روحیِ انسان کاربرد داشته است، و همان‌قدر که سلامت جسمیِ انسان اهمیت دارد، سلامت روحی نیز شایسته اهمیت است، و موسیقی‌شناسی می‌تواند کمک‌های بسیاری در این زمینه انجام دهد.